# 克雷蓬
克雷蓬（法語：Crépon，法語發音：[kʁepɔ̃] ⓘ）是法国卡尔瓦多斯省的一个市镇，属于巴约区。

## 地理
克雷蓬（49°18'58"N, 0°33'2"W）面积5.42 平方千米，位于法国诺曼底大区卡爾瓦多斯省，该省份为法国西北部沿海省份，北濒大西洋英吉利海峡，东北与滨海塞纳省以海上边界相接，东临厄尔省，南至奧恩省，西与芒什省接壤。
与克雷蓬接壤的市镇（或旧市镇、城区）包括：巴藏维尔、默韦讷、滨海圣克鲁瓦、滨海韦尔、瑟勒河畔克勒利、瑟勒河桥村。

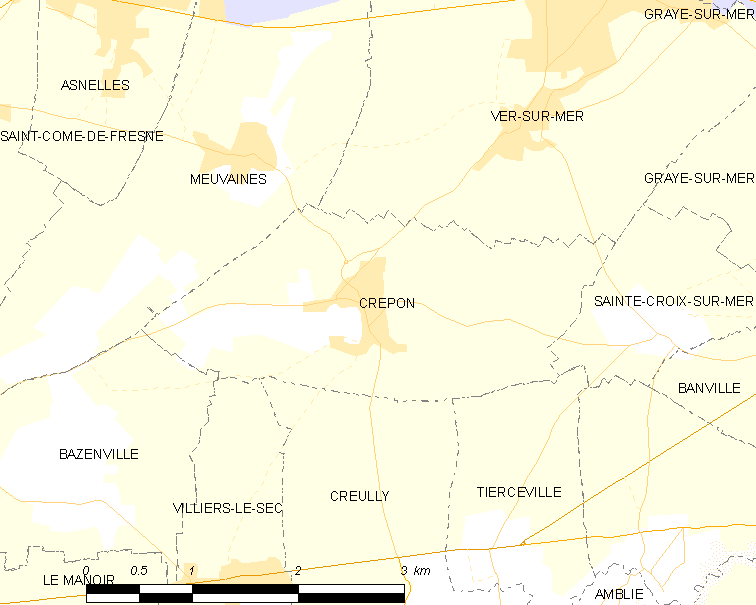
克雷蓬的OSM定位图

克雷蓬的时区为UTC+01:00、UTC+02:00（夏令时）。

## 行政
克雷蓬的邮政编码为14480，INSEE市镇编码为14196。

## 政治
克雷蓬所属的省级选区为滨海库尔瑟勒县。

## 人口

1962-2008年间克雷蓬人口变化图示

克雷蓬于2022年1月1日时的人口数量为222人。